# Son (Ardennes)
Son ist eine französische Gemeinde mit 89 Einwohnern (Stand: 1. Januar 2022) im Département Ardennes in der Region Grand Est (bis 2015 Champagne-Ardenne). Sie gehört zum Arrondissement Rethel, zum Kanton Château-Porcien sowie zum Gemeindeverband Pays Rethélois.

## Geographie
Umgeben wird Son von den Nachbargemeinden Hauteville im Osten, Écly im Südosten, dem Kantonshauptort Château-Porcien im Süden, Saint-Fergeux im Westen sowie von den im Kanton Signy-l’Abbaye gelegenen Gemeinden Remaucourt im Nordwesten und Chappes im Norden.

## Bevölkerungsentwicklung
| Jahr                      | 1962 | 1968 | 1975 | 1982 | 1990 | 1999 | 2006 | 2011 | 2016 |
| Einwohner                 | 121  | 122  | 114  | 114  | 110  | 105  | 97   | 97   | 100  |
| Quelle: Cassini und INSEE |      |      |      |      |      |      |      |      |      |

## Sehenswürdigkeiten

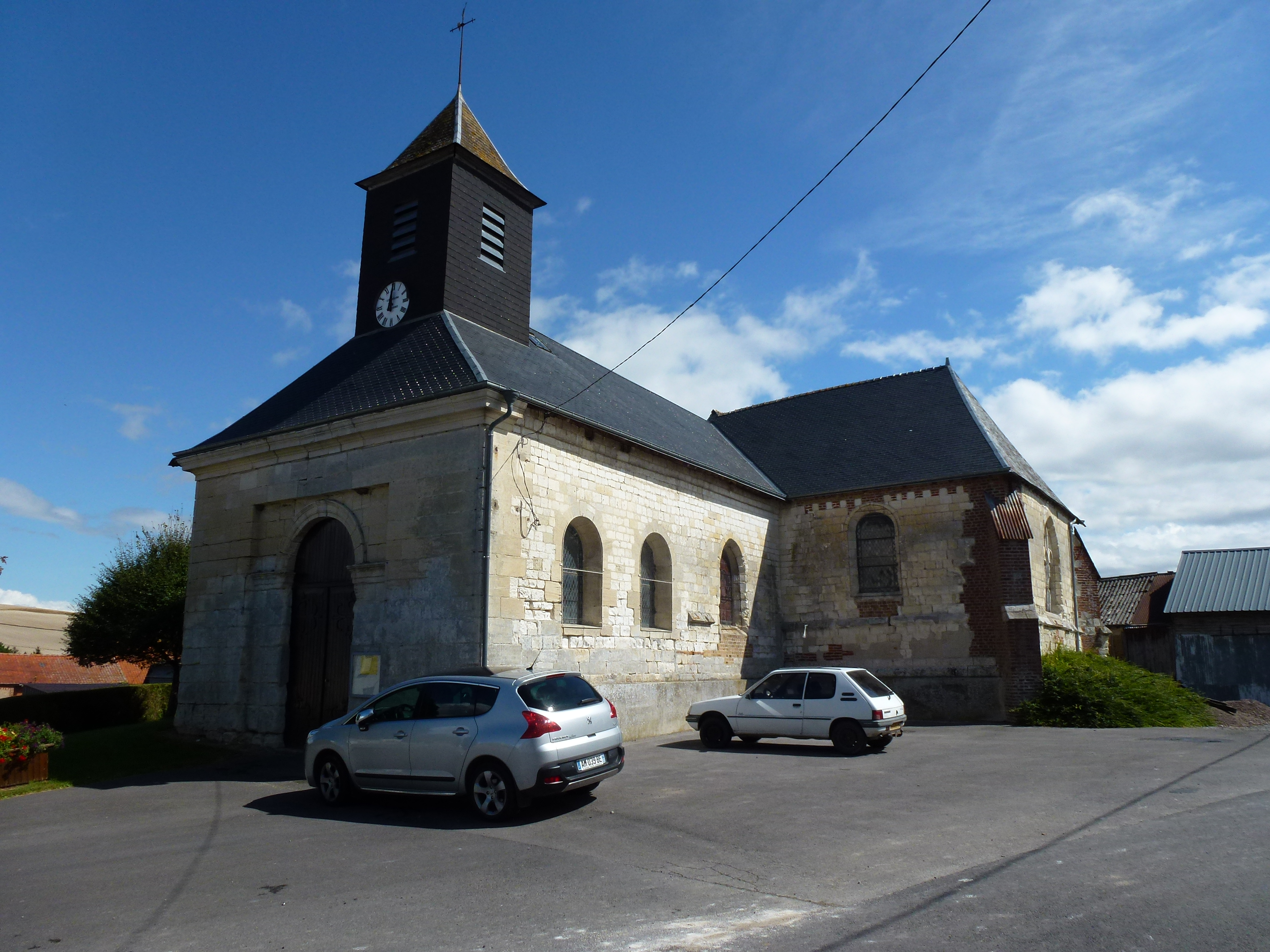
Kirche Saint-Jean-Baptiste

- Kirche Saint-Jean-Baptiste